# Óscar Castro Zúñiga
Ne doit pas être confondu avec Óscar Castro Ramírez, l'acteur chilien
Pour les articles homonymes, voir Castro et Zúñiga.
Óscar Castro Zúñiga, né à Rancagua le 25 mars 1910 et mort à Santiago le 1er novembre 1947, est un écrivain et poète chilien. 
Son œuvre littéraire couvrait à la fois le genre lyrique et le genre narratif, beaucoup plus réaliste et proche du mouvement criollismo (es).

## Biographie
Óscar Castro Zúñiga est né à Rancagua le 25 mars 1910. Il est le fils de Francisco Castro et María Esperanza Zúñiga et est le troisième de cinq frères : Graciela, Javier, Elba et Irma.
En 1917, il entre comme étudiant régulier à la Escuela Superior no 3, une école publique importante de Rancagua. Cependant, il tombe malade d'une toux convulsive et doit abandonner temporairement ses études. En 1923, la famille, après avoir été abandonnée par le père, reçoit le soutien de Julio Valenzuela, un oncle proche de la famille, qui s'inscrit comme Oscar à l'Instituto O'Higgins[Quoi ?], une école privée, où il serait resté au moins un an. Pour diverses raisons inconnues, il n'a pas permis à son oncle de continuer à l'aider et de devenir un autodidacte. Les choses sont devenues plus difficiles pour lui et sa famille en raison de la Grande Dépression et de la vague d'agitation publique au Chili. Malgré ces difficultés, Julio Valenzuela a joué un rôle fondamental dans ses débuts d'écrivain, finançant même ses premières publications.
En 1926, il écrit ses premiers poèmes publiés dans le magazine local Don Fausto, sous le pseudonyme de Raúl Gris, en hommage à son jeune frère. En 1929, il publie son premier poème sous son vrai nom intitulé Poema a su ausencia paru dans des journaux locaux[évasif].
En 1934, son frère Javier est mort. Le 25 octobre 1934 et après la dissolution du Cercle des journalistes de Rancagua en raison de différences entre leurs membres après la fin de la République socialiste du Chili, Oscar Castro, certains de ses amis et un groupe d'intellectuels importants, notamment Nicomedes Guzmán et Agustín Zumaeta Basalt, créent le groupe littéraire Los Inútiles. En même temps, il entame une relation avec Estela Sepúlveda avec laquelle il entretiendra pendant plusieurs années une longue relation sentimentale et épistolaire qui serait restée jusqu'à sa mort. En 1935, il rejoint le journal La Tribuna en tant que rédacteur en chef.
À la fin des années 1930, il entame une relation avec l'actrice et écrivaine Ernestina Zúñiga, connue sous le pseudonyme de Isolda Pradel qu'il épousera[Quand ?]. 
En 1936, il écrit Responso a Federico García Lorca en hommage à l'auteur espagnol tué pendant la guerre civile. Quelques mois plus tard, le 12 juin 1937, sa mère meurt. La même année, Editorial Nascimento publie son premier recueil de poèmes, Camino en el alba.
Il est récompensé en Argentine en 1939 pour une série de nouvelles publiées dans certains magazines[évasif]. La même année, Editorial Zig-Zag publie son premier livre d'histoire, Huellas en la Tierra. En 1941, par décret du ministère de l'Éducation, il est nommé bibliothécaire du lycée de Rancagua.
En 1945, sa fille Leticia Esmeralda meurt subitement. Quelques mois plus tard, il est atteint de tuberculose et est hospitalisé pendant deux mois. En 1946, il accepte un poste au lycée Juan Antonio Rios à Santiago, où il commence son travail le 8 mars 1947 mais se rend continuellement à Rancagua. Cependant, malgré le soutien de ses collègues écrivains, son état de santé se détériore gravement et il entre à l’Hôpital del Salvador le 12 septembre. Il meurt à Santiago le 1er novembre 1947.

### Poésie
- 1937 : Camino en el alba
- 1938 : Viaje del alba a la noche
- 1944 : Reconquista del hombre
- 1948 : Glosario gongorino
- 1950 : Rocío en el trébol

### Romans et histoires
- 1940 : Huellas en la tierra
- 1950 : Llampo de sangre
- 1945 : Comarca del jazmín
- 1951 : La vida simplemente
- 1965 : Lina y su sombra
- 1967 : El valle de la montaña

### Anthologies
- 1939 : 8 nuevos poetas chilenos (ed. Sociedad de Escritores de Chile)
- 1942 : Tres poetas chilenos (ed. Tomás Lago)
- 1975 : Cuentos completos
- 2000 : Epistolario íntimo de Óscar Castro (ed. Pedro Pablo Zegers & Thomas Harris)
- 2004 : Obra reunida
- 2018 : Cartas a Estela (ed. Flavio Vicente Lillo)
- 2019 : Para que no me olvides (ed. Universidad de Valparaíso)[3]

### Réédition
- 2016 : Siete veces Lucero + versión original (ed. Claudia Apablaza)

### Œuvres musicales basées sur Castro Zúñiga
- 1970 : Homenaje a Óscar Castro Zúñiga: Los Cuatro de Chile, Hector y Humberto Duvauchelle (Music by Ariel Arancibia, Lyrics by Óscar Castro Zúñiga)